# Чемпионат Европы по жиму лёжа 2015
Чемпионат Европы по жиму лёжа 2015 прошёл с 6 по 8 августа в чешском городе Пльзень. До этого, начиная с 2011 года, в Пльзени проводилось множество турниров по пауэрлифтингу, среди которых
- чемпионат мира по пауэрлифтингу 2011 года,
- чемпионат Европы по пауэрлифтингу 2011 года,
- чемпионат Европы по жиму лёжа 2011 года,
- чемпионат Европы по пауэрлифтингу среди ветеранов 2011 года,
- чемпионат Европы по пауэрлифтингу среди ветеранов 2012 года,
- чемпионат Европы по жиму лёжа среди ветеранов 2012 года,
- чемпионат мира по жиму лёжа 2012 года,
- чемпионат Европы по пауэрлифтингу 2013 года,
- чемпионат Европы по пауэрлифтингу среди ветеранов 2014 года,
- чемпионат Европы по пауэрлифтингу 2014 года,
- чемпионат мира по пауэрлифтингу среди ветеранов 2014 года.

## Медалисты

### Мужчины
| Дисциплина   | Золото                    | Золото | Серебро                     | Серебро | Бронза                      | Бронза |
| ------------ | ------------------------- | ------ | --------------------------- | ------- | --------------------------- | ------ |
| до 59 кг     | Дариуш Вшола · Польша     | 185    | Славомир Шледз · Польша     | 175     | Роман Сайфутдинов · Россия  | 172,5  |
| до 66 кг     | Иван Чупринько · Украина  | 240    | Ян Урусов · Россия          | 232,5   | Адам Балавейдер · Польша    | 222,5  |
| до 74 кг     | Даниэль Миллер · Польша   | 257,5  | Артур Машинский · Россия    | 237,5   | Туомас Никкиля · Финляндия  | 232,5  |
| до 83 кг     | Александр Громов · Россия | 272,5  | Максим Белобородов · Россия | 270     | Андрей Андрющенко · Украина | 255    |
| до 93 кг     | Эдуард Тебеньков · Россия | 313    | Симон Канкконен · Финляндия | 300     | Андрей Крымов · Украина     | 300    |
| до 105 кг    | Вадим Довганюк · Украина  | 327,5  | Виктор Лесковец · Украина   | 320     | Стефан Ямроз · Швеция       | 315    |
| до 120 кг    | Сергей Селезень · Россия  | 340    | Кевин Ягер · Германия       | 337,5   | Юрий Ковальчук · Украина    | 300    |
| свыше 120 кг | Фредрик Свенссон · Швеция | 372,5  | Кеннет Сандвик · Финляндия  | 370     | Алистер МакКолл · Дания     | 352,5  |

### Женщины
| Дисциплина | Золото                              | Золото | Серебро                           | Серебро | Бронза                   | Бронза |
| ---------- | ----------------------------------- | ------ | --------------------------------- | ------- | ------------------------ | ------ |
| до 47 кг   | Юстина Кострик · Польша             | 117,5  | Илька Швенгль-Форштубер · Австрия | 110     | Карина Симонянц · Россия | 100    |
| до 52 кг   | Ольга Голубева · Россия             | 120    | Марцела Сандвик · Финляндия       | 117,5   | Моника Ньерс · Венгрия   | 115    |
| до 57 кг   | Оксана Починкина-Соковнина · Россия | 137,5  | Ганна Гончар · Украина            | 127,5   | Мелоди Антор · Франция   | 120    |